# 利文斯顿 (纽约州)
利文斯顿（英語：Livingston）是位于美国纽约州哥伦比亚县的一个镇，地处哥伦比亚县西南部。2010年美国人口普查时，该镇有3646人。利文斯顿镇建于1788年，是哥伦比亚县最早建立的城镇之一。其名称源于此地原先的拥有者老罗伯特·利文斯顿。